# Język yaqay
Język yaqay (a. jakai, jaqai, yaqai, yakhai ), także: mapi, sohur – język papuaski używany w indonezyjskiej prowincji Papua, w kabupatenie Mappi. Według danych z 1987 roku posługuje się nim 10 tys. osób.
Jest silnie zróżnicowany wewnętrznie. Niewykluczone, że yaqay stanowi więcej niż jeden język; ze wstępnych danych wynika, że istnieją dwie diametralnie różne odmiany (południowo-zachodnia i północno-wschodnia), dające się klasyfikować jako dwa języki (uchodzą za wzajemnie niezrozumiałe).
W użyciu jest także język indonezyjski, zwłaszcza w sytuacjach oficjalnych i komunikacji międzyetnicznej. W latach 90. XX w. odnotowano, że yaqay ma niski prestiż (ze względu na wpływ edukacji); w dodatku stwierdzono, że w niektórych rodzinach nie jest przyswajany przez dzieci. Nowsze informacje (2015) sugerują, że yaqay pozostaje w szerokim użyciu wśród wszystkich grup wiekowych.
Został powiązany z językami marind, z którymi dzieli 30% słownictwa (według analizy leksykostatystycznej z 1968 roku). W klasyfikacji Ethnologue grupa marind (obejmująca m.in. języki marind właściwe oraz języki yaqay – yaqay i warkay-bipim) jest rozpatrywana jako gałąź języków transnowogwinejskich. T. Usher i E. Suter (2015) włączają te języki do propozycji języków anim. Yaqay ma największą społeczność użytkowników spośród przedstawicieli nowo zdefiniowanej rodziny.
Nie wykształcił piśmiennictwa. Dane nt. tego języka są ograniczone, ale poświęcono mu indonezyjski opis fonologii z 1998 r. (Fonologi bahasa Yakhai); dodatkowo badania w regionie (antropologiczne i lingwistyczne) prowadzili Jan H.M.C. Boelaars i P. Drabbe. W nowszych czasach (XXI w.) działania na rzecz dokumentacji yaqay podjął Bruno Olsson.